# Даніель Катарага
Даніель Катарага (рум. Daniel Cataraga; нар. 11 червня 1995) — молдовський борець греко-римського стилю, бронзовий призер чемпіонату Європи, срібний призер чемпіонату світу.

## Життєпис
Боротьбою почав займатися з 2006 року. Двічі — у 2010 та 2011 роках ставав бронзовим призером чемпіонатів Європи серед кадетів. У 2013 році такого ж результату досяг на чемпіонаті Європи серед юніорів. У 2015 році став чемпіоном Європи у віковій групі серед молоді. А у 2017 та 2018 у цій же віковій групі ставав чемпіоном світу.
На чемпіонаті Європи 2018 року посів 5 місце, однак наступного року йому була вручена бронзова медаль цих змагань після того, як у його суперника Юрі Ломадзе, якому молдовський спортсмен поступився у сутичці за 3 місце, знайшли допінг і позбавили нагороди.
Виступає за спортивний клуб «Сперанта» Кишинів. Тренер — Йон Георгіце.

## Спортивні результати на міжнародних змаганнях

### Виступи на Чемпіонатах світу
| Змагання                        | Збірна  | Вагова категорія                 | Місце  |
| ------------------------------- | ------- | -------------------------------- | ------ |
| Чемпіонат світу з боротьби 2015 | Молдова | греко-римська боротьба, до 66 кг | 19     |
| Чемпіонат світу з боротьби 2016 | Молдова | греко-римська боротьба, до 71 кг | Срібло |
| Чемпіонат світу з боротьби 2017 | Молдова | греко-римська боротьба, до 71 кг | 5      |
| Чемпіонат світу з боротьби 2019 | Молдова | греко-римська боротьба, до 77 кг | 13     |

### Виступи на Чемпіонатах Європи
| Змагання                         | Збірна  | Вагова категорія                 | Місце  |
| -------------------------------- | ------- | -------------------------------- | ------ |
| Чемпіонат Європи з боротьби 2016 | Молдова | греко-римська боротьба, до 71 кг | 10     |
| Чемпіонат Європи з боротьби 2018 | Молдова | греко-римська боротьба, до 72 кг | Бронза |
| Чемпіонат Європи з боротьби 2019 | Молдова | греко-римська боротьба, до 77 кг | 7      |
| Чемпіонат Європи з боротьби 2020 | Молдова | греко-римська боротьба, до 77 кг | 17     |

### Виступи на Європейських іграх
| Змагання              | Збірна  | Вагова категорія                 | Місце |
| --------------------- | ------- | -------------------------------- | ----- |
| Європейські ігри 2015 | Молдова | греко-римська боротьба, до 71 кг | 11    |

### Виступи на інших змаганнях
| Змагання                                                      | Збірна  | Вагова категорія                 | Місце  |
| ------------------------------------------------------------- | ------- | -------------------------------- | ------ |
| Золотий Гран-прі з боротьби 2014 (Сомбатгей)                  | Молдова | греко-римська боротьба, до 66 кг | 12     |
| Турнір «Олімпія» 2015                                         | Молдова | греко-римська боротьба, до 71 кг | Золото |
| Меморіал Іона Корнеану 2015                                   | Молдова | греко-римська боротьба, до 71 кг | Золото |
| Олімпійський кваліфікаційний турнір з боротьби 2016 (Стамбул) | Молдова | греко-римська боротьба, до 66 кг | 5      |
| Міжнародний турнір Любомира Івановича-Гедзи 2017              | Молдова | греко-римська боротьба, до 75 кг | 7      |
| Турнір Дана Колова — Николи Петрова 2018                      | Молдова | греко-римська боротьба, до 77 кг | 13     |
| Меморіал Іона Корнеану і Ладислава Сімона 2018                | Молдова | греко-римська боротьба, до 77 кг | Срібло |
| Турнір Вехбі Емре і Гаміта Каплана 2019                       | Молдова | греко-римська боротьба, до 77 кг | 8      |
| Турнір Дана Колова — Николи Петрова 2019                      | Молдова | греко-римська боротьба, до 77 кг | Бронза |

### Виступи на змаганнях молодших вікових груп
| Змагання                                       | Збірна  | Вагова категорія                 | Місце  |
| ---------------------------------------------- | ------- | -------------------------------- | ------ |
| Чемпіонат Європи з боротьби серед кадетів 2010 | Молдова | греко-римська боротьба, до 42 кг | Бронза |
| Чемпіонат Європи з боротьби серед кадетів 2011 | Молдова | греко-римська боротьба, до 46 кг | Бронза |
| Чемпіонат світу з боротьби серед кадетів 2012  | Молдова | греко-римська боротьба, до 58 кг | 11     |
| Чемпіонат Європи з боротьби серед юніорів 2013 | Молдова | греко-римська боротьба, до 60 кг | Бронза |
| Чемпіонат Європи з боротьби серед юніорів 2014 | Молдова | греко-римська боротьба, до 66 кг | 5      |
| Чемпіонат світу з боротьби серед юніорів 2014  | Молдова | греко-римська боротьба, до 66 кг | 5      |
| Чемпіонат Європи з боротьби серед молоді 2015  | Молдова | греко-римська боротьба, до 71 кг | Золото |
| Чемпіонат світу з боротьби серед молоді 2017   | Молдова | греко-римська боротьба, до 71 кг | Золото |
| Чемпіонат світу з боротьби серед молоді 2018   | Молдова | греко-римська боротьба, до 77 кг | Золото |